# Sat.1 Comedy
Sat.1 Comedy è stata un'emittente televisiva a pagamento tedesca lanciata da ProSiebenSat.1 Media AG il 1º giugno 2006. Ha terminato le sue trasmissioni il 3 maggio 2012.
Il 3 maggio 2012 alle 20:15, il canale è stato sostituito da Sat.1 Emotions e i suoi contenuti sono iniziati lo stesso giorno dell'avvio del canale ProSieben Fun.
Sat.1 Comedy includeva produzioni autoprodotte e film e serie televisive in lingua inglese acquistate e doppiate in lingua tedesca.
Il canale era disponibile su Sky Deutschland, Kabel Deutschland, Unitymedia, Primacom e Kabel BW, così come nelle offerte IPTV di Telekom Entertain, Vodafone, Alice Home TV, Telefónica Germany (ex Hansenet) e dalla metà del 2009 anche in Svizzera su Cablecom Digital TV.

## Programmazione

### Serie televisive
- Alles außer Sex (2007-2008, 2010-2011)
- Andy Richter Controls the Universe (2006-2007)
- Anything but Love (2006-2010)
- Becker (2009-2012)
- Benson (2006)
- Blackadder (2006-2008)
- Danni Lowinski (2010-2012)
- Das Büro (2007-2009)
- Der kleine Mann (2010-2011)
- Last Cop - L'ultimo sbirro (2011-2012)
- Quattro donne in carriera (2006)
- Desperate Housewives (2007-2012)
- Die Dreisten Drei (2006-2012)
- Edel & Starck (2006-2011)
- Frasier (2007-2012)
- Frech wie Janine (2006-2008)
- Friends (2008-2009)
- I Finnerty (2007-2010)
- headnut.tv (2006-2010)
- Hope & Faith (2006-2007)
- Strega per amore (2010)
- König von Kreuzberg (2006, 2009-2011)
- Ladykracher (2006-2008, 2010-2012)
- Little Britain (2006-2008)
- Malcolm (2006-2012)
- Sposati... con figli (2006)
- Mensch Markus (2006-2012)
- I miei due papà (2006)
- Pastewka (2006-2012)
- Cash Cab (2006-2012)
- Pappa e ciccia (2007-2010)
- Sechserpack (2006-2012)
- Seinfeld (2006)
- Sex and the City (2006-2010)
- Spezialeinsatz (2011-2012)
- Stromberg (2006-2012)
- Switch (2006-2007)
- Switch reloaded (2008-2012)
- Tramitz and Friends (2006-2009, 2011-2012)
- I Robinson (2010-2012)
- I Jefferson (2006-2007)
- The Office (2006-2010)
- Was nicht passt, wird passend gemacht (2006-2011)
- Weeds (2009-2012)
- Weibsbilder (2007-2011)
- Will & Grace (2006-2012)
- Casalingo Superpiù (2006)

### Serie animate
- I Simpson (2006-2010)
- I Griffin (2007)
- Robot Chicken (2007-2008)
- Aqua Teen Hunger Force (2007-2008)
- Stroker & Hoop (2007-2008)
- Moral Orel (2007-2008)
- The Brak Show (2007-2008)
- The Venture Bros. (2008)